# Abbadidi
Gli Abbadidi (o Abadidi) erano una dinastia araba di al-Andalus (Spagna islamica) che regnò sulla Ta'ifa di Siviglia, fondata da Abū al-Qāsim Muḥammad ibn ʿAbbād, qāḍī di Siviglia dal 1023, dopo essersi reso autonomo prima della caduta del califfato di Cordova (1031).
Fu travolta, come altre piccole dinastie della Spagna musulmana, dall'invasione almoravide (dinastia regnante nel Maghreb al-Aqsa, l'attuale Marocco), che depose l'ultimo emiro abbaide, Muhammad al-Muʿtamid.

## Storia
Al-Qāsim faceva parte del consiglio che reggeva le sorti di Siviglia e con uno stratagemma, usato a quanto pare anche nelle taifa di Valenza, Dénia, Tortosa, Carmona e Cordova, riuscì a farsi eleggere primo ministro. Fece infatti passare per profugo a Siviglia un falso Hishām II, califfo ai tempi di Almanzor, che pretendeva di esercitare il potere supremo, e che elesse Al-Qāsim alla massima carica della città.
Appena eletto aprì le ostilità contro i berberi di Malaga e di Granada, sconfiggendo entrambi, espandendo così il territorio di Siviglia.
Abū al-Qāsim morì nel 1042 e gli succedette il figlio ʿAbbād al-Muʿtadid.
Il figlio e successore, Abbād II al-Muʿtadid (1042-1069) si fece eleggere anch'esso primo ministro dal falso Hishām II e continuò la politica di espansione inaugurata dal padre estese i domini del regno verso nord, nell'attuale Portogallo e verso sud e sud-est contro Cadice contro Malaga; sconfisse Badis, il re di Granada, capo dei Berberi di al-Andalus, già sconfitto da suo padre, portando la guerra anche nei territori berberi del Nordafrica; da ultimo ridusse il potere del potente re di Badajoz.
Nel 1058 Siviglia controllava tutta la zona sudoccidentale del vecchio califfato di Cordova, anche grazie all'alleanza coi re di Valenza e di Deina.
In questo periodo iniziarono le aggressioni del re di Castiglia Ferdinando I, che in pochi anni gli sottrasse la parte nord del Portogallo e la città di Coimbra; al-Muʿtadid, allora per fermare gli attacchi dei castigliani divenne tributario di Ferdinando I, come già i re di Badajoz, Toledo e Saragozza.
Pur subendo la supremazia delle armi castigliane Siviglia era divenuto il più importante centro politico della Spagna musulmana ed il potere di al-Muʿtadid era talmente consolidato che poté annunciare che (il falso) Hishām II era morto e l'aveva nominato erede al trono.
Quando morì, nel 1069, era re di Siviglia e gli succedette il figlio, Muḥammad al-Muʿtamid.
Con il suo ultimo esponente, Muhammad al-Muʿtamid (1069-1091), il potere abbadide in al-Andalus crebbe ancora, mentre Siviglia raggiunse l'apice del proprio splendore artistico e culturale, portando Siviglia agli splendori di Cordova sotto il Califfato, perché l'inizio del suo regno coincise con il periodo delle guerre tra gli stati cristiani e le guerre tra i figli di Ferdinando I.
Al-Mu'tamid fu non solo il protettore dei poeti Arabi di al-Andalus, tra cui Ibn Ammar, ma fu anche, uno dei più grandi poeti di al-Andalus.
Solo verso il 1080 il nuovo re di Castiglia, Alfonso VI, riprese gli attacchi contro il territorio di Siviglia e sconfisse duramente al-Muʿtamid, che divenne tributario della Castiglia.
Per resistere ai tentativi di riconquista del re Alfonso VI che nel 1085 aveva occupato Toledo, al-Muʿtamid assieme ai re di Badajoz, Granada e Cordova chiese l'aiuto degli Almoravidi, la dinastia regnante in Marocco. Il sultano almoravide Yūsuf Ibn Tāshfīn, sbarcò ad Algeciras e, nel 1086, sconfisse Alfonso VI nella battaglia di al-Zallaqa.
Quando, nel 1090, Yūsuf ibn Tāshfīn, tornò in al-Andalus, iniziò ad occupare I vari regni di Taifa e nel 1091 costrinse al-Muʿtamid ad abdicare.
Così la dinastia Abbadide, dopo circa settant'anni, perse il controllo del regno di Siviglia. Al-Muʿtamid visse altri quattro anni, morì, nel 1095, e tre anni dopo la vedova di suo figlio, Zaida (Isabella di Siviglia) andò in sposa ad Alfonso VI, nel 1093.